# 小川沙希
小川沙希（OGAWA Saki，1989年5月23日—），日本女子水球運動員，亦為日本國家女子水球隊成員。千葉縣出生，畢業於日本体育大学大学院，現時在THINK健身公司任職，隸屬於日體俱樂部水球隊。

## 簡歷
2014年9月，小川沙希代表日本出戰韓國仁川舉行的亞運會水球比賽項目，協助球隊贏得銀牌。